# Huang Xianfan
Huang Xianfan (kineski : 黄现璠；Fusui,  13. studenog 1899. - Guilin, 18. siječnja 1982.) kineski je etnolog, pedagog, antropolog i povjesničar, koji se smatra ocem povijesne znanosti naroda Zhuang (transkripcija Džuang ili Žuana), Žuangologije; jedan od najvažnijih kineskih etnologa 20. stoljeća. 

## Životopis

### Rani život i obrazovanje
Huang Xianfan je rođen 13. studenog 1899. godine u obitelji iz manjinske etničke zajednice Zhuang. Majka mu je umrla kada je imao sedam godina, otac mu je bio jedan od najsiromašnijih seljaka u tom mjestašcu. Osnovnu školu i gimnaziju je pohađao u rodnom selu. Nakon nekoliko godina, 1920-ih godina, otišao je u Pekingu, gdje je studirao povijest i pedagogiju na Pedagoškom sveučilištu u Pekingu. Mentor mu je bio Chen Yuan. Diplomirao je 1932. godine, a 1935. je godine magistrirao iz pedagogije. Nakon što je završio Pedagošku sveučilištu u Pekingu, otišao je u Japan, gdje je studij nastavio na Tokijskom carskom sveučilištu (sada Sveučilište u Tokiju). Pod vodstvom profesora Wada Sei i Harada Yoshito, studirao je povijest i japanski jezik.

### Profesionalna karijera
Dvije godine kasnije, u jesen 1937. godine, vratio se u domovinu te predaje na gimnaziji u Nanningu. Godine 1938. zapošljava se kao nastavnik povijesti na Sveučilištu Guangxiu, kako bi već sljedeće godine bio imenovan izvanrednim profesorom na istom Sveučilištu, a potom je u proljeće 1940. godine, otišao u Guangdong (Guangdung), gdje radio kao profesor klasične filologije i povijesti staroga vijeka na Sveučilištu Zhongshanu. No ubrzo se vratio na Sveučilište Guangxi. Od 1943. do 1952. godine bio je profesor na Odsjeku za povijest na tom Sveučilištu. Od 1949. imenovan je predstojnikom katedre za kineski jezik i književnost, gdje je bio 1 godinu, a zatim je imenovan kustosom Sveučilišne knjižnice. Od 1953. godine predavao je povijest i folkloristiku na Pedagoškoj akademiji u Guangxiu (danas Guangxi pedagoško sveučilište) i također je radio kao kustos Sveučilišne knjižnice sve do smrti.

### Politička aktivnost
Nakon što su komunisti utemeljili Narodnu Republiku Kinu godine 1949., izabran je za redovitog člana Autonomne regije Zhuang u Guixiu, a godine 1954. postao je član prvog kineskog vanjskog kulturnog društva. Od 1954. do 1957. godine bio je član Svekineskog narodnog kongresa i također član Etničkog komiteta Svekineskog narodnog kongresa. U približno istom razdoblju, biran je za člana narodnog odbora provincije Guangxi. 
Zbog sudjelovanja u kineskom desničarskom pokretu i kritike Maove etničke i gospodarske politiku, smijenjen je 1957. godine s vodećih pozicija u velikim čistkama tijekom Mao Zedongova anti-desničarskog pokreta. U to vrijeme su od vlasti bili progonjeni i zatvoreni mnogi ugledni intelektualci i studenti. Kada je bio etiketiran kao desničar te nacionalist Zhuanga, neko vrijeme zabranjeno mu je predavanje na Sveučilištu, kao i nastupi u javnim glasilima, pa mu je djelovanje sve više ograničavano.
U nastojanju da suzbije opoziciju svojoj vlasti, Mao godine 1966. pokreće kulturnu revoluciju, zbog čega Huang opet postaje žrtva političkih progona. Etiketiran je kao politički nepodobna osoba.
Huang je rehabilitiran nakon smrti Mao Ce-tunga, a završava i kulturna revolucija. Nastavio je svoje znanstveno djelovanje i politički život. Od 1980. godine izabran je za član Kineske narodne političko-savjetodavne konferencije. Bio je i savjetnik u kineskom etnološkom društvu te dopredsjednik etnološkog društva baiyue, a od 1981. godine Huang postaje član uredništva Kineske enciklopedije, osnivač i prvi rektor sveučilišta u Lijiangu, gdje se zadržao na vodećim pozicijama sve do svoje smrti.

### Smrt i pogreb
Huang je preminuo 18. siječnja 1982. godine u Guilinu, u dobi od 83 godine, a pokopan je na Revolucionarnom groblju u Guangxiju.

## Znanstveni rad
Huang se smatra jedan od kineskih osnivača moderne etnologije, govorio je engleski, japanski, Zhuang jezik, yao jezik i dong jezik. U nastavnom, znanstvenom i stručnom radu pretežito se bavio kineskom povijesti i domorodačkom manjinskom povijesti, posebice usmenom i antičkom povijesti te kulturnom antropologijom. Niz godina odlazio je na antropološki terenski rad u autonomnoj regiji Guangxi Zhuan. Posjetio je preko 100 sela u kojima je sustavno istraživao društveno-političke organizacije izvorne domorodačke manjine. Prikupio je opsežnu i do tada nepoznatu građu.

## Djela
Huang je bio izuzetno plodan pisac, objavio je 25 monografija i preko 100 članaka iz područja kineskih, japanskih i Zhuanga historiografijskih studija. Napisao je i biografije nekih od pripadnika naroda Zhuang. Najpoznatije djelo mu je "Kratka povijest Zhuanga". To je knjiga u kojoj je opisao sve najvažnije događaje manjine Zhuang. Njegove knjige imale su velik utjecaj u Kini. Njegove su povijesne knjige nezaobilazna literatura za stariju povijest Kine i povijest nacionalne manjine i naroda Zhuang.
Značajnija djela:
- "Opća povijest Kine", 1932. – 1934.
- "Društvo Tang dinastije", 1936.
- "Studentski pokret dinastije Sung", 1936.
- "Opća povijest dinastije Qin", 1939.
- "Povijest kineske kulture", 1943
- "Povijest dinastija Sui i Tang", 1948.
- "Povijest dinastije Yin", 1950.
- "Kratka povijest Zhuanga", 1957.
- "Ne robovlasničko društvo u povijest Kine", 1981.
- "Nong Zhigao", 1983.
- "Opća povijest Zhuanga", 1988.
- "Biografija Wei Baquna", 2008.

Prijevodi:
- "Život seljaka iz vremena Yuan dinastije", 1934.